# Våg (Dønna)
Pour les articles homonymes, voir Våg.
Våg est une localité du comté de Nordland, en Norvège.

## Géographie
Administrativement, Våg fait partie de la kommune de Dønna.